# Vermelding bij Dagorder (België)
Een Vermelding op de Dagorder van het Belgisch leger bestaat uit een tekst die zich lovend uitspreekt over de actie of de houding van een militair.

## Beschrijving
Een vermelding kan zowel een groep (bataljon, regiment, enz.) als een individueel militair betreffen. Het kan gaan van een gewone soldaat tot aan een generaal, die het onderwerp kunnen zijn van een positieve beoordeling.
Deze vermeldingen zijn veel talrijker in oorlogstijd, waarbij de gelegenheden talrijker zijn om zich heldhaftig of minstens opmerkenswaardig te gedragen. De tekst van de vermeldingen wordt meestal overgeschreven op een diploma en uitgereikt aan de betrokken legereenheid, aan de individuele militair, of aan zijn familie als het om een postume vermelding gaat.
Een vermelding op de dagorder van het leger wordt vaak gevolgd door de toekenning van een militair ereteken zoals bijvoorbeeld het Oorlogskruis of een bevordering in de nationale orden.